# Carlo Aristide Dal Sasso
Carlo Aristide Dal Sasso (Vicenza, 25 dicembre 1920 – Oderzo, 12 marzo 2008) è stato un politico e imprenditore italiano.

## Biografia
Laureatosi in giurisprudenza, aveva combattuto durante la seconda guerra mondiale nel corpo degli Alpini. Al termine del conflitto si dedicò all'attività imprenditoriale fondando a Colfrancui di Oderzo l'Oleificio Medio Piave ed altre aziende nel settore agroalimentare.
Impegnato fin da giovane in politica, fu Consigliere comunale ad Oderzo dal 1954 al 1993 tra le file del Movimento Sociale Italiano, e fu anche eletto Deputato nella VI Legislatura, sedendo quindi a Montecitorio tra il 1972 e il 1976, dove fece parte anche della VI commissione "Finanze e Tesoro".
Fu consigliere comunale anche a Vittorio Veneto, consigliere provinciale a Treviso, e primo presidente provinciale onorario della Federazione trevigiana di Alleanza Nazionale.
Nel 1983 pubblicò un libro sulla strage di Oderzo.